# 中野喜介
中野 喜介（なかの きすけ、1906年7月5日 - 1972年1月23日）は、第二次世界大戦後の立川市の経済界で重きをなし、立川商工会議所会頭や全日本商店街連合会会長などを務めた、日本の実業家。占領期から、長らく「基地の街」であった立川市において、米兵相手の歓楽街の事業などを展開し、「夜の市長」、「市政の黒幕的存在」などとも評された。

## 経歴

### 生い立ちと戦時中までの経歴
中野が有力な実業家として活動していた時期の紳士録『人事興信録』には、立川市出身とする記載がなされていたが、後には彼が朝鮮・忠清南道出身で、出生名を孫應棟といったことが明らかにされている。日本統治時代の朝鮮で育ち、日本語も朝鮮語も堪能であった。
『人事興信録』によれば、1925年に「神田工手学校」を卒業し、1931年に立川タクシーを設立したという。
昭和初年には、当時の配偶者の姓から杉山応と名乗り、タクシー2台を運行する杉山タクシーという事業をおこなっていたという。タクシー業は、1937年にガソリンの統制が始まる頃まで続けていた。その後、青梅の芸妓と結婚して川辺姓となり、川辺応棟とも称されるようになった。

### 占領期における活躍
日本の敗戦によって連合国軍による占領が始まると、立川飛行場には多数の米軍将兵が駐屯するようになった。当時の中野は、朝鮮姓を名乗る第三国人として、いち早く米軍相手の事業を手がけ始めた。警察関係にも人脈を築き、当時の国家地方警察立川警察署の有力者に強い関係を持っていた。
戦後の混乱期に、当時の立川の有力地主であった中野家と養子縁組した孫應棟は、以降、中野応棟、さらに中野喜介として知られるようになる。
中野は、立川駅北口側の曙町にあった旧日本陸軍の将校宿舎を借り受け、ここに数百名の女性を集めて米軍将校相手のキャバレー「立川パラダイス」を開業した。「パラダイス」は開業の翌年1946年には閉じられた。翌1947年、その跡地に中野を理事長を務める学校法人立川学園が、義弟の中野藤吾を校長とする「立川専門学校」を開設した。この学校は、1950年に私立の「立川短期大学」へと昇格し、後に都に移管されて東京都立立川短期大学となった。
また、地域の商店街の組織化の中心となり、1947年には市内の17の商店会を束ねた立川市商店会連合会（後の立川市商店街連合会）を結成し、その初代理事長となった。
中野は1950年に競輪場の建設を目指して事業を興したが、反対運動が起きて計画は中止に追い込まれた。しかし、この構想は、市が事業を8千万円で買い上げ、翌1951年の市営による立川競輪場の開設につながった。

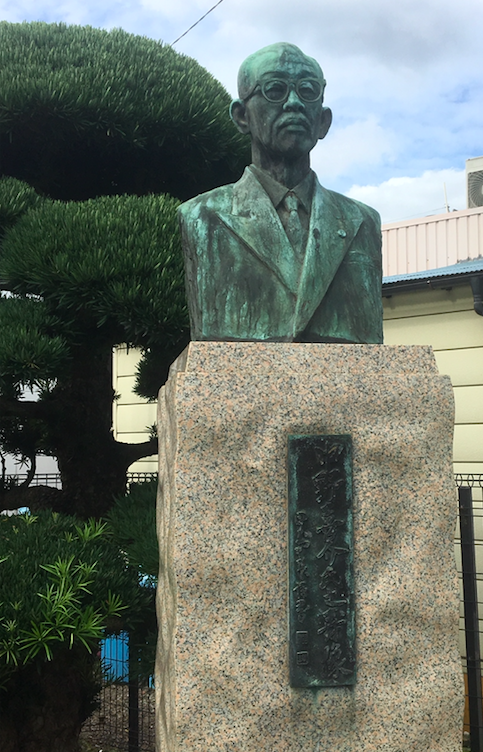
立川市錦町の日野橋交差点近くに、1967年に設置された中野喜介のブロンズ胸像。

### 高度経済成長期
1953年に立川商工会議所が設立された際、中野は初代会頭となった。
1959年、鮎川金次郎の選挙違反事件で関係者が大量に摘発された際、中野も被買収容疑で逮捕され、実刑は免れたものの有罪とされた。
中野は1960年には、東京立川ロータリークラブの創設を主導して、初代会長となった。
1962年、寄合百貨店の中武デパートを立川駅北口に建設。
1963年、都議会議員選挙における選挙違反事件に巻き込まれ、被買収容疑で逮捕されるという一幕もあったが、同年には東京都商店会連合会の会長となり、さらに後には全国商店会連合会の会長にもなった。
1967年、渡米中に健康状態が悪化して帰国し、以降は肝臓の疾患など健康面で問題を抱えるようになったが、この年に、中野喜介氏胸像建設委員会が建立した胸像が除幕された際には本人が式典に出席した。
1968年には、全日本商店街連合会会長として、衆議院商工委員会に参考人として出席して、中小企業の振興や金融支援について意見を述べた。
中野は、立川商工会議所会頭、全日本商店街連合会会長などに在職のまま、1972年1月23日に肝硬変のため国立立川病院で死去した。葬儀は立川商議所と全商連との合同葬として執り行われた。

## 人物評
ドイツ文学者の山下肇は、1952年に『近代文学』誌に発表した文章の中で、中野について、「... しかも、このさるものは、闇が終止符を打つ潮時をみて、すかさずこの「パラダイス」を廃止して世評に報い、なんと「パラダイス」跡を「立川短期大学」にきりかえて、立川の最高学府の理事長におさまり、立川文教の入婿となって　「第三国人」の汚名を抹殺し、立派に日本人になりすましたあたりは、たしかにただものではない。」と辛辣な論評を残した。